# Объединённая Бенгалия

Приблизительные границы расселения бенгальцев

Объединённая Бенгалия (англ. United Bengal) — политическая концепция, предполагавшая создание единого государства бенгальцев, включающего в себя территорию современного индийского штата Западная Бенгалия и государства Бангладеш. Существовала преимущественно до середины XX века.

## История явления
Концепция создания суверенной независимой Бенгалии имеет свои истоки в прошлом. Принятие Лахорской резолюции в марте 1940 года было важным шагом на пути создания двух государств для мусульман Индии. Но данная резолюция, подписанная в Лахоре, начала выполняться только в апреле 1946 года. Для Бенгалии была предусмотрена схема раздела по религиозному признаку.
В апреле-мае 1947 года стало ясно, что раздел Индии лишь вопрос времени. Хусейн Шахид Сухраварди, премьер провинции Бенгалия, официально объявил о своей идее создания суверенного государства бенгальцев. Почти одновременно Сарат Чандра Бос выступил со своим предложением по созданию суверенной Социалистической Республики Бенгалии. Между Х. Ш. Сухраварди и Сарат Босом были разногласия в отношении будущего устройства предполагаемого государства, но основным мотивом обоих было противостоять разделу провинции. В то время как Сухраварди выступал за создание независимого государства Бенгалии, Сарат Бос видел провинцию в составе Индийского Союза.
Оба политика категорически выступали против раздела Бенгалии по религиозному принципу, инициированного большинством членов Индийского национального конгресса (ИНК) и Хинду махасабхой. Некоторые индуистские и мусульманские лидеры в Бенгалии поддерживали позицию Сухраварди и Сарат Боса. Видное место среди них занимали Киран Шанкар Рой (лидер парламентской фракции ИНК в законодательной ассамблее Бенгалии), Сатья Ранджан Бакши (секретарь Сарат Боса), Абул Хашим (секретарь бенгальского отделения Мусульманской лиги), Фазлур Рахман (министр доходов провинции), Мохаммад Али Чаудхури (министр финансов) и другие. Какое-то время, предложение создания Объединённой Бенгалии обсуждалось как на частном, так и на государственном уровне.
Британская империя никогда не поддерживала создание суверенного независимого государства Бенгалия. Но Фредерик Берроуз, губернатор провинции, выступал за независимость провинции. Он считал позицию Сухраварди и Боса единственно верной и пытался сделать всё возможное для её реализации. Генерал-губернатор Индии Луис Маунбеттен также был не прочь предложить единой Бенгалии статус доминиона, наряду с Индией и Пакистаном. Он заверил Сухраварди, что метрополия рассмотрит предложение о суверенитете провинции. Но британские власти в Лондоне были категорически против этого. Они не были готовы поставить под угрозу безопасность всей Индии для защиты интересов одной из её провинций. 3 июня 1947 года Индийский национальный конгресс одобрил план Маунтбеттена для раздела Индии по религиозному признаку на два государства. Бенгалия оказалась разделена на две части: восточная часть вошла в состав Пакистана, а западная — в состав Индии.